# 카자흐스탄햄스터
카자흐스탄햄스터 또는 에버스만햄스터(Allocricetulus eversmanni)는 비단털쥐과에 속하는 설치류의 일종이다. 몽골햄스터속에 속하는 두 종의 하나이다. 학명은 러시아 박물학자 겸 동물학자, 탐험가인 에버스만(Eduard Friedrich Eversmann)의 이름에서 유래했다. 카자흐스탄의 토착종이다.